# Ladevèze-Ville
Ladevèze-Ville é uma comuna francesa na região administrativa de Occitânia, no departamento de Gers. Estende-se por uma área de 9,09 km². Em 2010 a comuna tinha 230 habitantes (densidade: 25,3 hab./km²).